# Casa Levi Morenos
Casa Levi Morenos è un palazzo di Venezia, ubicato nel sestiere di Cannaregio, affacciato sul lato sinistro del Canal Grande, tra Palazzo Contarini Pisani e Palazzo Fontana Rezzonico. Risale al XVI secolo.